# フェルナンド・アンスレス
フェルナンド・アンスレス（スペイン語：Fernando Ansúrez, ? - 929年ごろ）は、バヌ・アンスレス家出身のカスティーリャ伯。父アンスルはフェルナンドの父称でのみ知られる。フェルナンドはティエラ・デ・カンポスの伯でもあり、後にこの伯領は息子のためモンソン伯領とされた。

## 生涯
フェルナンドの名は、917年11月13日付のサン・ペドロ・デ・カルデーニャ修道院の特許状において、「カスティーリャ伯爵」として最初に言及されており、おそらくこれはフェルナンド・アンスレスのことである。サンピロによると、フェルナンド（"Fredenandi Ansuri filius"）は、カスティーリャの主要都市であるブルゴスの伯の1人であり（他はヌーニョ・フェルナンデス、アボルモンダル・アルボ、ディエゴ・ロドリゲス）、「Tebulare」または「Tegulare」と呼ばれていた（スペイン語で「Tejar」または「Tejares」、まだ特定されていない）カリオン川の流域でオルドーニョ2世に捕らえられ、レオンで投獄された。この出来事は、「Episodio de Tebular」として知られており、おそらく921年秋以前に起こったとみられる。後に年代記作者ペラーヨ・デ・オビエドは、オルドーニョのこの行動を説明するために、サンピロの記述に 「et erant ei rebelles（そして彼らは反逆者であった）」という言葉を挿入したが、これはヴァルデジュンケラの戦いでの敗北に関連しているという現代の指摘と同様、推測にすぎない。カルデーニャ修道院で発行された929年10月1日付および11月25日付の2つの特許状で、フェルナンドの最後の記録とカスティーリャ伯としての唯一の確実な記録が確認される。
932年の春、バヌ・アンスレス家の家長フェルナンドはバヌ・ゴメス家と同盟を結んでラミロ2世に反乱を起こし、王位に挑戦するために退役した兄のアルフォンソ4世を支持した。1世紀後にイブン・ハイヤーンによりこの反乱の指導者に与えられた称号は、フェルナンドか彼の息子アンスルのどちらかであった可能性がある。アルフォンソ4世とその同盟軍はその後の内戦で敗北し、ラミロ2世は自身を支持するフェルナン・ゴンサレスにカスティーリャを与えた。フェルナンド・アンスレスはその後の記録に現れていないため、おそらく戦闘で殺されたとみられる。

## 結婚と子女
フェルナンドは914年1月以降にムニアドナと結婚した。ムニアドナは919年に最後に記録で確認され、929年までには確実に死去していた。このムニアドナはレオン王ガルシア1世の寡婦でカスティーリャ伯ムニオ・ヌニェスの娘であるとも考えられている。2人の間には少なくとも1男アンスルが生まれた。アンスルについては、両親とともにブルゴス近郊のサン・ペドロ・デ・カルデーニャ修道院に寄進を行った921年3月4日付の記録で初めて確認される。